# Pirofosfato de geranilgeranila
O pirofosfato de geranilgeranila (GGPP) é um intermediário na biossíntese de diterpenos e di- terpenóides. É um precursor dos carotenóides, giberelinas, tocoferóis e clorofilas. 
O GGPP é também um precursor das proteínas geranilgeraniladas, que é seu principal uso em células humanas.
É formado a partir de farnesilpirofosfato pela adição de uma unidade de isopreno a partir de isopentenilpirofosfato.   

## Compostos relacionados
- Pirofosfato de geranila